# Матч СРСР — США з легкої атлетики в приміщенні 1976
Матч СРСР — США з легкої атлетики в приміщенні 1976 був проведений 6 березня у Ленінграді під дахом Зимового стадіону, що мав кругову доріжку довжиною 250 метрів, крім змагань чоловіків у метанні ваги, які були проведені на метальному секторі просто неба.

## Результати

### Чоловіки
| Місце | Атлет              | Результат |
| ----- | ------------------ | --------- |
| 1     | Микола Колесников  | 6,65      |
| 2     | Олександр Корнелюк | 6,72      |
| 3     | Білл Коллінс       | 6,76      |
| 4     | Джейсон Граймс     | 7,02      |

| Місце | Атлет             | Результат |
| ----- | ----------------- | --------- |
| 1     | Стенлі Вінсон     | 47,69     |
| 2     | Дорел Вотлі       | 48,47     |
| 3     | Володимир Носенко | 48,89     |
| 4     | Борис Назаренко   | 49,21     |

| Місце | Атлет              | Результат |
| ----- | ------------------ | --------- |
| 1     | Віктор Солонецький | 1.50,8    |
| 2     | Кен Шапперт        | 1.51,0    |
| 3     | Павло Литовченко   | 1.52,0    |
| 4     | Джо Севедж         | 1.54,0    |

| Місце | Атлет             | Результат |
| ----- | ----------------- | --------- |
| 1     | Анатолій Мамонтов | 3.45,7    |
| 2     | Крейг Масбек      | 3.46,9    |
| 3     | Денніс Файкс      | 3.47,9    |
| 4     | Геннадій Львов    | 3.54,5    |

| Місце | Команда        | Результат |
| ----- | -------------- | --------- |
| 1     | Грег Фредерік  | 13.52,6   |
| 2     | Валентин Зотов | 13.53,8   |
| 3     | Іван Парлуй    | 13.55,0   |
| 4     | Роб Перкінс    | 14.28,4   |

| Місце | Команда           | Результат |
| ----- | ----------------- | --------- |
| 1     | Ларрі Шипп        | 7,69      |
| 2     | Віктор Мясников   | 7,75      |
| 3     | Едуард Переверзєв | 7,87      |
| 4     | Білл Генкок       | 8,30      |

| Місце | Команда                                                                 | Результат |
| ----- | ----------------------------------------------------------------------- | --------- |
| 1     | СШАБілл Коллінс Стенлі Вінсон Дорел Вотлі Боб Анастасіо                 | 4.19,6    |
| 2     | СРСРОлександр Аксинін Павло Литовченко Олександр Гончаров Віктор Анохін | 4.19,6    |

| Місце | Команда           | Результат   |
| ----- | ----------------- | ----------- |
| 1     | Євген Євсюков     | 20.21,8 WIB |
| 2     | Олексій Троїцький | 20.31,6     |
| 3     | Тодд Скаллі       | 21.05,6     |
| 4     | Рон Лейрд         | 21.46,2     |

| Місце | Команда        | Результат |
| ----- | -------------- | --------- |
| 1     | Сергій Сенюков | 2,24      |
| 2     | Віктор Кащеєв  | 2,21      |
| 3     | Джин Вайт      | 2,10      |
| 4     | Рон Ліверс     | 2,10      |

| Місце | Атлет                | Результат |
| ----- | -------------------- | --------- |
| 1     | Євген Тананика       | 5,30      |
| 2     | Роберт Пуллард       | 5,30      |
| 3     | Володимир Трофименко | 5,20      |
| —     | Майк Коттон          | NM        |

| Місце | Атлет              | Результат |
| ----- | ------------------ | --------- |
| 1     | Ларрі Майрікс      | 7,76      |
| 2     | Валерій Підлужний  | 7,74      |
| 3     | Олексій Переверзєв | 7,71      |
| 4     | Ел Ланієр          | 7,48      |

| Місце | Атлет             | Результат |
| ----- | ----------------- | --------- |
| 1     | Геннадій Безсонов | 16,25     |
| 2     | Валентин Шевченко | 16,17     |
| 3     | Рон Ліверс        | 15,78     |
| 4     | Калеб Абдулрахман | 15,70     |

| Місце | Атлет                | Результат |
| ----- | -------------------- | --------- |
| 1     | Анатолій Ярош        | 20,18     |
| 2     | Олександр Баришников | 19,97     |
| 3     | Колін Андерсон       | 19,30     |
| 4     | Джордж Тімс          | 18,32     |

| Місце | Атлет              | Результат |
| ----- | ------------------ | --------- |
| 1     | Олексій Малюков    | 23,32     |
| 2     | Олексій Спиридонов | 21,92     |
| 3     | Джордж Френн       | 21,84     |
| 4     | Ел Джексон         | 18,19     |

| Місце | Атлет            | Результат |
| ----- | ---------------- | --------- |
| 1     | Віктор Грузенкін | 4083      |
| 2     | Анатолій Грачов  | 4078      |
| 3     | Рон Еванс        | 3912      |
| 4     | Білл Генкок      | 3900      |

### Жінки
| Місце | Атлетка            | Результат |
| ----- | ------------------ | --------- |
| 1     | Людмила Сторожкова | 7,37      |
| 2     | Віра Анісімова     | 7,39      |
| 3     | Вероніка Гарріс    | 7,45      |
| 4     | Лайза Гопкінс      | 7,46      |

| Місце | Атлетка           | Результат |
| ----- | ----------------- | --------- |
| 1     | Шерон Дебні       | 54,75     |
| 2     | Людмила Аксьонова | 54,85     |
| 3     | Ніна Зюськова     | 55,29     |
| 4     | Йоланда Річ       | 55,72     |

| Місце | Атлетка          | Результат |
| ----- | ---------------- | --------- |
| 1     | Венді Кнудсон    | 1.29,38   |
| 2     | Надія Мушта      | 1.30,04   |
| 3     | Тетяна Сторожева | 1.37,11   |
| 4     | Йоганна Форман   | 1.37,23   |

| Місце | Атлетка            | Результат |
| ----- | ------------------ | --------- |
| 1     | Тетяна Провідохіна | 2.09,8    |
| 2     | Кеті Вестон        | 2.10,2    |
| 3     | Йоганна Форман     | 2.11,3    |
| 4     | Юлія Сафіна        | 2.11,3    |

| Місце | Атлетка        | Результат |
| ----- | -------------- | --------- |
| 1     | Джен Меррілл   | 4.16,0    |
| 2     | Ольга Двірна   | 4.21,2    |
| 3     | Кейт Кіс       | 4.24,0    |
| 4     | Гіана Романова | 4.29,6    |

| Місце | Атлетка         | Результат   |
| ----- | --------------- | ----------- |
| 1     | Ірина Бондарчук | 9.05,03 EIB |
| 2     | Джен Меррілл    | 9.13,94     |
| 3     | Раїса Катюкова  | 9.30,62     |
| 4     | Кеті Шиллі      | 9.43,94     |

| Місце | Атлетка          | Результат |
| ----- | ---------------- | --------- |
| 1     | Наталія Лебедєва | 8,14      |
| 2     | Тетяна Анисимова | 8,34      |
| 3     | Керол Томпсон    | 8,59      |
| 4     | Ронда Брейді     | 8,61      |

| Місце | Команда                                                              | Результат |
| ----- | -------------------------------------------------------------------- | --------- |
| 1     | СШАПамела Джайлз Дебра Армстронг Венді Кнудсон Кеті Вестон           | 4.53,8    |
| 2     | СРСРСвітлана Бєлова Людмила Аксьонова Надія Мушта Тетяна Провідохіна | 4.55,4    |

| Місце | Атлетка         | Результат |
| ----- | --------------- | --------- |
| 1     | Надія Осколок   | 1,81      |
| 2     | Пола Гервін     | 1,78      |
| 3     | Памела Спенсер  | 1,78      |
| 4     | Тетяна Денисова | 1,78      |

| Місце | Атлетка         | Результат |
| ----- | --------------- | --------- |
| 1     | Галина Гопченко | 6,39      |
| 2     | Тетяна Потапова | 6,16      |
| 3     | Кеті Ньюман     | 5,79      |
| п/к   | Кім Скофілд     | 5,75      |
| 4     | Лоррейн Рей     | 5,73      |

| Місце | Атлетка             | Результат |
| ----- | ------------------- | --------- |
| 1     | Надія Чижова        | 20,56     |
| 2     | Світлана Крачевська | 20,02     |
| 3     | Енн Тербайн         | 15,50     |
| 4     | Деніз Вуд           | 14,53     |

| Місце | Атлетка           | Результат |
| ----- | ----------------- | --------- |
| 1     | Людмила Поповська | 2651      |
| 2     | Іраїда Степанова  | 2559      |
| 3     | Джуді Фонтейн     | 2177      |
| 4     | Лорі Вест         | 2119      |

## Командний залік
|                 | СРСР | США |
| --------------- | ---- | --- |
| Чоловіки        | 96   | 64  |
| Жінки           | 75   | 53  |
| Загальний залік | 171  | 117 |

## Відео
- Репортаж про матч у кіножурналі «Радянський спорт» (дивитись з 4:33) (рос.)